# Western Museum of Flight
O Western Museum of Flight (WMOF) é um museu de aviação localizado em Zamperini Field, o aeroporto municipal de Torrance, na Califórnia. A sua colecção inclui aeronaves histórias, fotografias e plantas.
O museu tem várias aeronaves raras, incluindo um de apenas dois exemplares alguma vez construídos do Northrop YF-23. Também em exposição está o Northrop YF-17 Cobra, que foi a base do F/A-18 Hornet. Tem também um Grumman F-14 Tomcat e um de três exemplares ainda existentes hoje do Northrop JB-1, além de dezenas de aeronaves notáveis a jato e a pistão.